# Podgorje (Virovitica)
Podgorje is een plaats in de gemeente Virovitica in de Kroatische provincie Virovitica-Podravina. De plaats telt 827 inwoners (2001).